# بين جونستون (طبال)
بين جونستون (بالإنجليزية: Ben Johnston)‏ هو طبال وموسيقي بريطاني، ولد في 25 أبريل 1980 في كيلمارنوك ‏ في المملكة المتحدة.

## وصلات خارجية
- الموقع الرسمي